# Cristián Caro Cordero
Cristián Caro Cordero (ur. 16 lutego 1943 w Santiago) – chilijski duchowny rzymskokatolicki, w latach 2001–2018 arcybiskup Puerto Montt.

## Życiorys
Święcenia kapłańskie przyjął 23 grudnia 1970 i został inkardynowany do archidiecezji Santiago de Chile. Był m.in. delegatem biskupim ds. duszpasterstwa uniwersyteckiego (1976–1980), prorektorem miejscowego seminarium (1980–1987), a także wikariuszem biskupim dla Regionu Wschodniego archidiecezji (1987–1992).

### Episkopat
12 marca 1991 papież Jan Paweł II mianował go biskupem pomocniczym archidiecezji Santiago de Chile i biskupem tytularnym Arcavica. Sakry biskupiej udzielił mu 14 kwietnia tegoż roku ówczesny ordynariusz tejże archidiecezji, abp Carlos Oviedo Cavada.
27 lutego 2001 został mianowany arcybiskupem Puerto Montt. Rządy w archidiecezji objął 31 marca 2001.
11 czerwca 2018 papież Franciszek przyjął jego dymisję ze stanowiska arcybiskupa Puerto Montt złożoną wspólnie przez 34 biskupów episkopatu Chile w związku z przypadkami nadużyć seksualnych wobec nieletnich lub próbami ich ukrycia do jakich doszło w Kościele katolickim w Chile. 